# Acinsk
Acinsk (ru. Ачинск) este un oraș din Regiunea Krasnoiarsk, Federația Rusă și are o populație de 111.600 locuitori.

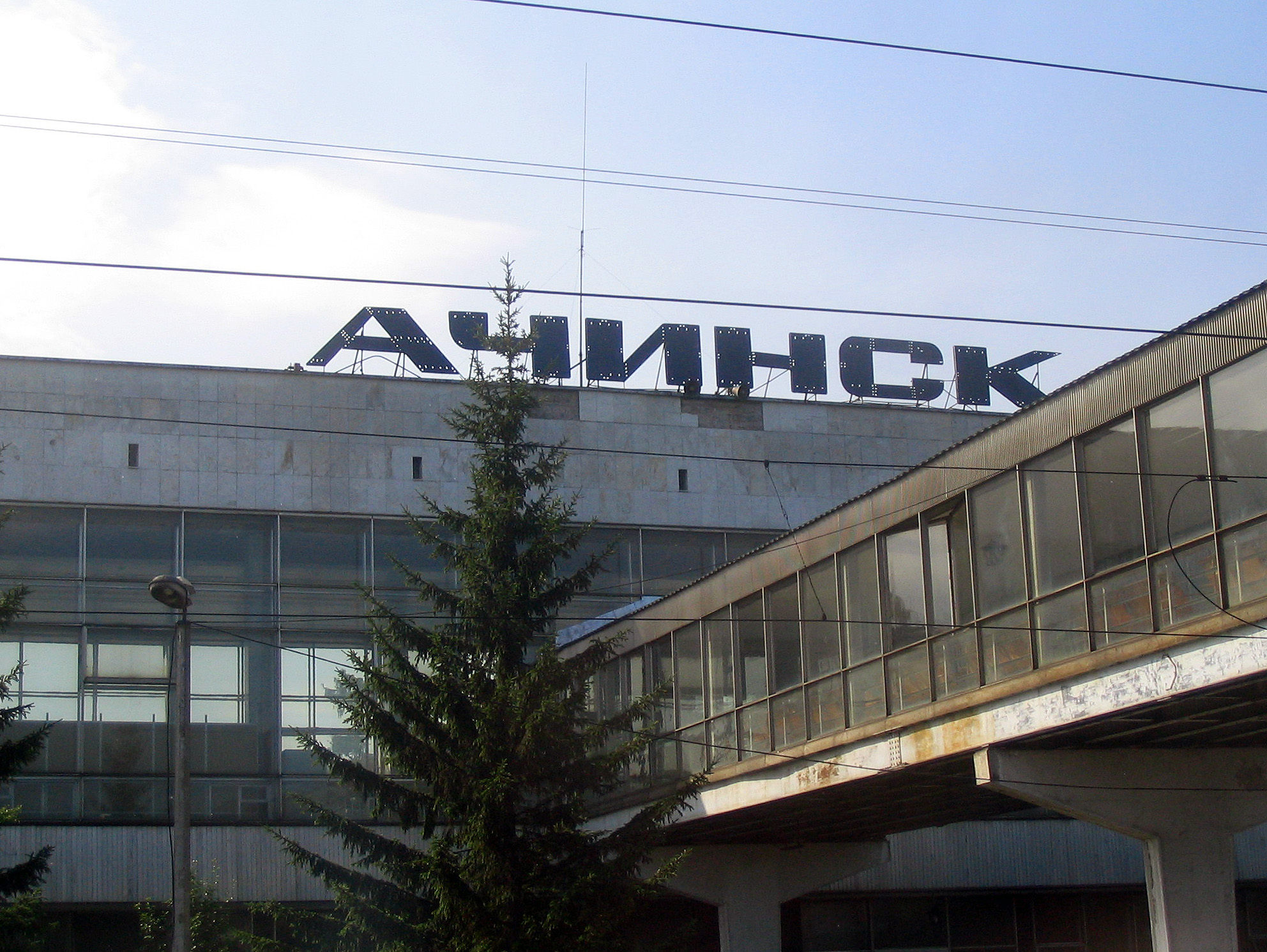
Gara din Acinsk